# Сираджгандж
Сираджга́ндж (бенг. সিরাজগঞ্জ) — город и муниципалитет в Бангладеш, административный центр одноимённого округа. Расположен в 110 км к северо-западу от Дакки. Площадь города равна 19,56 км². По данным переписи 2001 года, в городе проживало 127 147 человек, из которых мужчины составляли 50,93 %, женщины — соответственно 49,07 %. Уровень грамотности взрослого населения составлял 48 % (при среднем по Бангладеш показателе 43,1 %).